# Tân Lập, Lục Yên
Tân Lập là một xã thuộc huyện Lục Yên, tỉnh Yên Bái, Việt Nam.
Xã Tân Lập có diện tích 32,08 km², dân số năm 2019 là 3.956 người, mật độ dân số đạt 123 người/km².